# 제5기갑사단 (독일 국방군)
제5기갑사단은 제2차 세계 대전에 참전한 독일군 기갑사단으로 전쟁 전에 창설된 부대 중 하나로, 1938년에 창설되었으며, 전후 서독군 재창건 과정에서 다시 창설되었다.
제2차 세계 대전 전에 창설된 제5기갑사단은 폴란드(1939년), 프랑스 전역(1940년), 발칸 반도 전역(1941년)에서 싸웠다. 이후 중부 집단군 소속으로 동부전선에서 싸웠고, 말기에는 북부집단군에 소속되어 있었다. 단치히에서 소련군에 항복했다.

## 부대 역사

### 제2차 세계 대전

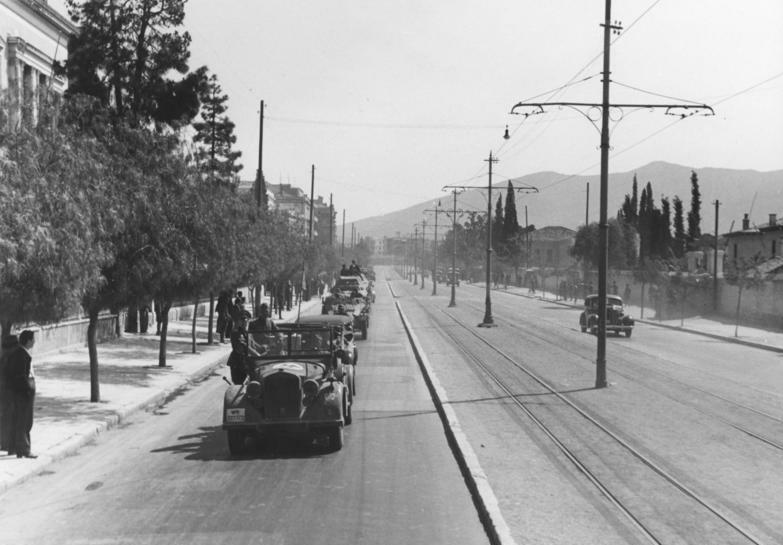

제5기갑사단은 1938년 11월 16일, 1935년에 창설된 최초의 세 기갑사단에 이어 독일 기갑사단의 두번째 증축이 이루어지면서 오펠른에서 (현 폴란드 오폴레) 창설되었다. 제5기갑사단과 함께 제4기갑사단도 제5기갑사단 창설 5일전 뷔츠부르크에서 창설되었다. 제5기갑사단의 병력은 주로 실레시아인들과 주데텐 독일인들로 이루어져 있었다.
이 사단은 1939년 폴란드 침공에서 르부프를 향한 독일 남부공세의 일원으로 참여해 르부프 전투에도 참여했지만 주요한 역할을 하지는 못했다. 제5기갑사단은 독일의 프랑스 침공에서 더 큰 역할을 맡았다. 제5기갑사단은 벨기에 전투에 참여하고, 릴 방향으로 진격하고, 덩케르크 전투에 참여했다. 제5기갑사단은 남쪽으로의 공세를 계속해 6월 19일에는 브레스트를 점령하고 프랑스-스페인 국경을 향해 진군했다. 사단은 1941년 1월까지 프랑스에 머물렀다. 이 기간 동안 1940년 9월에 히틀러의 기갑사단을 증설하려는 노력에 따라 (하지만 결과적으로 기존의 기갑사단들은 약화시킨) 새로 창설된 제11기갑사단에게 2개의 전차연대중 하나를 넘겼다.
제5기갑사단은 1941년초에 루마니아와 불가리아로 보내져 독일의 유고슬라비아 침공과 그리스 침공에 참여했다. 사단은 유고슬라비아 남부를 통해 그리스로 진군해 제2뉴질랜드사단과 격렬한 전투를 벌였다. 그리스 전역이 연합군의 철수로 종결되자 제5기갑사단은 소련 침공의 시작인 바르바로사 작전에 참여하기 위해 북쪽으로 보내진다. 바르바로사 작전에서 제5기갑사단은 모스크바를 향한 공세에 참여해 도시로부터 34km 떨어진 위치까지 진격했지만 1941년 12월, 소련의 반격으로 후퇴해 1941-1942년의 겨울내에는 방어선에 머물렀다. 제5기갑사단은 독일의 캅카스와 볼가를 향한 공세에 참여하지 않고 중부 집단군에 머물러 방어를 도왔다.
사단은 쿠르스크 전투 도중의 독일 공세에 참여하지 않았지만 전자가 실패하자 진행된 방어선 전투에는 참여했다. 전쟁의 나머지 기간 동안 제5기갑사단은 동부전선의 폴란드, 짧은 기간 동안은 동프로이센과 쿠를란트에서 후퇴와 방어적 전투를 반복했다. 1945년 4월에는 삼비아 반도 포위망에 갇혔지만 사단의 일부는 독일 해군에게 구출되어 종전시 서부의 연합군에게 항복하는 것이 가능했다. 잔류병력은 1945년 4월에 소련군에게 항복했다.
전쟁내내 제5기갑사단은 소련군에게 가장 강력한 독일 전투부대중 하나로 간주되었다. 1944년 7월 바그라티온 작전이 중부집단군을 궤멸시킬때까지 소련의 사령부는 제5기갑사단과는 가능하면 직접적인 교전을 피하라고 명령했다.

### 전쟁 후
종전 후 서독군 재건 과정에서 제5기갑사단은 다시 창설되었다. 미국 5 군단에 소속되어 냉전 중 소련의 서독 침공에 대비하였다. 소련의 붕괴 후에도 제5기갑사단은 여전히 미군의 통제하에 있었고, 현재는 유고슬라비아에도 파병되었다.
동시에 제5기갑사단은 NATO 소속 국가가 외국의 공격을 받게 되면 NATO의 지휘 통제를 받게 된다. 이 부대는 미군에 소속된 외국군 중에서 가장 큰 규모의 부대이기도 하다.

## 역대 지휘관
사단의 역대 지휘관들
- 하인리히 폰 피팅호프 중장 (1939년 9월 2일 – 1939년 10월 8일)
- 막스 폰 하르티에-발스포른 중장 (1939년 10월 8일 – 1940년 5월 29일)
- 요아힘 레멜젠 기갑병대장 (1940년 5월 29일 – 1940년 11월 25일)
- 구스타프 펜 기갑병대장 (1940년 11월 25일 – 1942년 8월 10일)
- 에두아르드 메츠 중장 (1942년 8월 10일 – 1943년 2월 1일)
- 요하네스 네드트윅 소장 (1943년 2월 1일 – 1943년 6월 20일)
- 에른스트-펠릭스 패켄스테드 중장 (1943년 6월 20일 – 1943년 9월 7일)
- 카를 데커 기갑병대장 (1943년 9월 7일 – 1944년 10월 16일)
- 롤프 리페르트 소장 (1944년 10월 16일 – 1945년 2월 5일)
- 군터 호프만-쇤브룬 소장 (1945년 2월 5일 – 1945년 4월)
- 예비역 대령 한스-게오르그 헤르조그 (1945년 4월)

## 부대 편제
사단의 부대 편제
| 프랑스 - 1940                                     | 동부전선 - 1943                           |
| ------------------------------------------------- | ----------------------------------------- |
| - 제8기갑여단 - 제15기갑연대 - 제31기갑연대       | - 제31기갑연대                            |
| - 제5소총병여단 - 제13소총병뎐대 - 제14소총병연대 | - 제13기갑척탄병연대 - 제14기갑척탄병연대 |
| - 제8수색대대                                     | - 제5기갑수색대대                         |
| - 제116포병연대                                   | - 제116기갑포병연대                       |
| - 제53중구축전차대대                              | - 제53중구축전차대대                      |
|                                                   | - 제288육군대공포대대                     |
| - 제89공병대대                                    | - 제89기갑공병대대                        |
| - 제77통신대대                                    | - 제77기갑통신대대                        |
| - 제85보급부대                                    | - 제85기갑보급부대                        |

## 기사십자장 서훈자
| 연도   | 날짜      | 이름                              |
| ------ | --------- | --------------------------------- |
| 1940년 | 6월 3일   | 헤르만 브라이트                   |
| 1940년 | 6월 3일   | 파울-헤르만 베르너                |
| 1941년 | 1월 31일  | 한스 크리스테른                   |
| 1941년 | 5월 18일  | 빌헬름 쇤부르크 발덴부르크        |
| 1941년 | 9월 29일  | 호르스트 쉬툼프                   |
| 1942년 | 2월 10일  | 알프레드 구델리우스               |
| 1942년 | 10월 6일  | 귄터 쉐멜                         |
| 1942년 | 11월 21일 | 발터 쉬트라케                     |
| 1943년 | 1월 5일   | 에두아르트 메츠                   |
| 1943년 | 1월 25일  | 에버하르트 크라우스               |
| 1943년 | 3월 7일   | 오토 쿤                           |
| 1943년 | 3월 14일  | 게르하르트 니메크                 |
| 1943년 | 3월 15일  | 하인리히 베커                     |
| 1943년 | 3월 15일  | 에발트 괴르쉬                     |
| 1943년 | 3월 15일  | 한스 하웁트만                     |
| 1943년 | 4월 2일   | 빌헬름 오크렌트                   |
| 1943년 | 4월 3일   | 알베르트 호프만                   |
| 1943년 | 4월 6일   | 게하르트 프리드리히               |
| 1943년 | 4월 14일  | 프리드리히 카를 헨리키            |
| 1943년 | 5월 5일   | 카를 라우히                       |
| 1943년 | 9월 10일  | 하인리히 브론자르트 폰 셸렌도르프 |
| 1943년 | 9월 19일  | 게오르그 그란제에                 |
| 1943년 | 11월 12일 | 하인리히 쇨렌                     |
| 1944년 | 1월 20일  | 에리히 아브라함                   |
| 1944년 | 2월 23일  | 프로스퍼 카스텔-카스텔            |
| 1944년 | 4월 6일   | 한스 게오르그 헤어조크            |
| 1944년 | 4월 15일  | 하인리히 쉬타인바흐               |
| 1944년 | 5월 4일   | 요제프 예나체크                   |
| 1944년 | 5월 4일   | 아우구스트 키이네                 |
| 1944년 | 5월 15일  | 쿠르트 바요라트                   |
| 1944년 | 6월 9일   | 롤프 리페르트                     |
| 1944년 | 8월 12일  | 에드자르트 레덴                   |
| 1944년 | 8월 19일  | 안톤 데트레프 플라토              |
| 1944년 | 8월 23일  | 카를 제클러                       |
| 1944년 | 9월 7일   | 파울 랑에                         |
| 1944년 | 9월 17일  | 프리드리히 카를 뇌켈              |
| 1944년 | 9월 21일  | 알프레드 예드케                   |
| 1944년 | 11월 3일  | 오스카르 아이센                   |
| 1944년 | 12월 9일  | 빌헬름 부스                       |
| 1945년 | 2월 10일  | 한스 드루데                       |
| 1945년 | 2월 18일  | 예기디우스 밈라                   |
| 1945년 | 2월 28일  | 구스타프 엘머스                   |
| 1945년 | 3월 5일   | 한스 호흐만                       |
| 1945년 | 3월 17일  | 오토 하이만                       |
| 1945년 | 3월 23일  | 카를 하인리히 플뢰거              |

## 같이 보기
- 사단 (군사), 군사 조직
- 동부 전선 (제2차 세계 대전)
- 서부 전선 (제2차 세계 대전)
- 제2차 세계 대전의 독일군 사단 목록
- 전차, 기갑사단, 독일 기갑사단
- 독일 육군 (제2차대전)
- 독일 연방방위군 육군 (현재)